# ویکی‌پدیای ماری شرقی
ویکی‌پدیای ماری شرقی نسخه زبان مئودو ماری یا ماری خاوری وب‌گاه ویکی‌پدیا است.
زبان ماری شرقی در ۳ دسامبر ۲۰۱۵، با بیش از ۸٬۱۵۰ مقاله، در ردهٔ صدوسی‌وششم ویکی‌پدیاها قرار داشت.